# Benedictinas de la Reina de los Apóstoles
La Congregación de Hermanas Benedictinas de la Reina de los Apóstoles (oficialmente en latín: Congregatio Reginae Apostolorum) es una congregación religiosa católica de monjas benedictinas de vida monástica y de derecho pontificio, fundada por Théodore Nève, en Sint Andries (Bélgica), en 1921. A las religiosas de este instituto se les conoce como benedictinas belgas y posponen a sus nombres las siglas B.M.V.

## Historia
La congregación fue fundada por el abad de la Abadía benedictina de Sint Andries, en Bélgica, Théodore Nève, de la Congregación de la Anunciación, como rama femenina de dicha congregación. El instituto recibió la aprobación como congregación de derecho diocesano por el obispo de Bruges, Gustave Joseph Waffelaert, el 3 de mayo de 1921, fecha que se retiene como la de la fundación. El 25 de noviembre de 1946 recibió la aprobación de la Santa Sede como congregación religiosa de derecho pontificio.

## Organización
La Congregación de Hermanas Benedictinas de la Reina de los Apóstoles es un instituto religioso pontificio de monasterios o prioratos autónomos, sui iuris, cada uno de estos elige a su propia abadesa o priora. Es miembro afiliado a la Congregación Belga de la Anunciación y, con ella, de la Confederación Benedictina.
Las benedictinas de la Reina de los Apóstoles se dedican al establecimiento de la vida contemplativa monástica en tierras de misión, viven según la Regla de san Benito y usan un hábito de color blanco. En 2015, el instituto contaba con 140 monjas y 14 monasterios, presentes en Angola, Bélgica, Brasil, Chad, Palestina, Portugal, República del Congo y República Democrática del Congo.